# Robert Goodloe Harper
Robert Goodloe Harper (Fredericksburg, 1765. január – Baltimore, 1825. január 14.) az Amerikai Egyesült Államok szenátora (Maryland, 1816).

## Élete
Nyugat-Afrikába kitelepült amerikai fekete rabszolgák a tiszteletére nevezték el telepükön Harper városát, amely a Marylandi Köztársaság nevű államuk fővárosa lett (ma Libéria része).